# Falsocoedomea rufobrunnea
Falsocoedomea rufobrunnea – gatunek chrząszcza z rodziny kózkowatych i podrodziny zgrzypikowych. Jedyny przedstawiciel rodzaju Falsocoedomea.

## Zasięg występowania
Gatunek ten występuje w Kenii.